# 御船處統領大臣
御船處統領大臣，或稱管理御船處大臣為清朝掌管內務府御船處事務之職官，員額不定，由皇帝於王公大臣內特簡兼充。

## 建置
乾隆十六年（1751年），設置御船處統合管理奉宸苑、圓明園、清漪園轄下御船，特簡大臣一人管理，即御船處統領大臣。
掌管皇帝巡幸乘船遊覽事務。下兼管內務府司員、筆帖式、司匠、水手催長、網戶催長等官。